# Pithecellobium pachypus
Pithecellobium pachypus är en ärtväxtart som beskrevs av Henri François Pittier. Pithecellobium pachypus ingår i släktet Pithecellobium och familjen ärtväxter. Inga underarter finns listade i Catalogue of Life.